# Dolwyddelan Castle
Dolwyddelan Castle (walisisk: Castell Dolwyddelan) er en borg nær Dolwyddelan i Conwy County Borough i North Wales. Man mener, at den blev opført i 1200-tallet af Llywelyn den store, prins af Gwynedd og Wales. Oprindeligt bestod den af blot et enkelt tårn med to etager, men der blev opført endnu et tårn i 1200-tallet, og der blev tilføjet en tredje etage under renovering af borgen i 1400-tallet.